# Frente para la Liberación de Eritrea
El Frente para la Liberación de Eritrea fue el más importante movimiento secesionista en Eritrea durante los años 1960 y 70 cuyo objetivo fue obtener la independencia del territorio de Etiopía.
Fue fundado a principio de los años 60 y pronto comenzó un violento conflicto con el goberino etíope, usando tácticas de guerra de guerrillas para continuar la lucha. Aunque causó graves problemas de todo orden al gobierno, no consiguió su objetivo. En los años 70 se produjo una escisión en el seno del movimiento, y se creó el Frente Popular para la Liberación de Eritrea, un movimiento rebelde situado más a la izquierda. En los años 1980 había reemplazado al Frente para la Liberación de Eritrea como el grupo rebelde más importante.
Cuando Eritrea obtuvo la independencia de forma militar en 1991 y realizado referéndum en 1993, el Frente Popular para la Liberación de Eritrea cambió su denominación por Frente Popular por la Democracia y la Justicia, donde se integraron anteriores miembros del Frente para la Liberación de Eritrea.
En la actualidad, el Frente para la Liberación de Eritrea se encuentra integrado en el grupo de oposición la Alianza Nacional de Eritrea. Se les acusa de estar siendo financiados por el gobierno de Etiopía y del gobierno interino de Sudán establecido en Baidoa.